# Édouard Montagne
Édouard Charles Philippe Montagne né dans l'ancien 6e arrondissement de Paris le 18 août 1830, et décédé à Paris 19e le 30 avril 1899, est un romancier, librettiste, auteur dramatique et vaudevilliste français. 

## Biographie
D'abord économe de l'Hôpital des enfants, il devient journaliste et collabore au Mémorial diplomatique, au Figaro et à Gringoire. Ses pièces ont été représentées sur les plus grandes scènes parisiennes du XIXe siècle : théâtre des Délassements-Comiques, théâtre Beaumarchais, théâtre des Folies-Dramatiques, théâtre de l'Ambigu-Comique, etc. 
Montagne est aussi connu comme le délégué du comité de la Société des gens de lettres, auquel Octave Mirbeau s'affrontera lors de l'affaire Zola-Jean Grave, en août 1891.

## Œuvres
Théâtre
- Le Pêcheur béarnais, comédie-vaudeville en 1 acte, avec Dubocage[5], 1854
- Le Bel Antinoüs, vaudeville en 1 acte, avec Dubocage, 1855
- Dans une île déserte, folie-vaudeville en un acte, avec Reneaume, 1857
- Le Royaume du poète, comédie-vaudeville en 3 actes, tirée des Chansons de Béranger, avec Dunan Mousseux, 1857
- Une vie de polichinelle, folie-vaudeville en 1 acte, 1857
- Les Amoureux de Claudine, tableau villageois en un acte, 1858
- Ne touchez pas à l'échelle, vaudeville en 1 acte, avec Reneaume, 1858
- Les Enfants de la victoire, pièce militaire en 5 actes et 10 tableaux, mêlée de chant, avec Nanteuil, 1859
- Une giroflée à cinq feuilles, comédie-vaudeville en 1 acte, avec Varin, 1859
- Le Soufflet de l'amour, comédie-vaudeville en 2 actes, avec Reneaume, 1859
- Après nous la fin du monde, pièce de carnaval en 2 actes, avec Charles Nanteuil, 1860
- Je suis né coiffé, folie-vaudeville en 1 acte, avec Charles Bridault, 1861
- Un monsieur tombé des nues, vaudeville en 1 acte, avec Victor Koning, 1861
- Chou-blanc, vaudeville en 1 acte, avec Alfred Reneaume, 1862
- Le Retour d'Ulysse, opéra-bouffe en 1 acte, 1862, musique d'Hervé
- Les Marrons du feu, vaudeville en 2 actes, avec Reneaume, 1862
- Les Tempêtes du célibat, folie-vaudeville en 1 acte, avec Jules Delahaye, 1862
- Dans de mauvais draps, vaudeville en un acte, 1863
- Le Coupeur d'oreilles, drame en 5 actes, 9 tableaux, avec Louis Gallet, 1866
- La Revanche de Colombine, comédie en vers libres, 1879
- Les Pantins, opéra-comique en 1 acte et 2 tableaux, 1880, musique de Georges Hüe

Romans
- Le Manteau d'Arlequin, A. Lacroix, Verboeckhoven, 1866
- Le Bâtard de Ravaillac, Dentu, 1883
- La Feuille à l'envers, E. Monnier, 1885
- Les Affamés de Londres, L. Frinzine, 1886
- Les Amants de madame Ferrier. Un coup d'épée dans l'eau, Dentu, 1888
- Serments de femme, J. Ducher, 1888
- Jeanne de Soyans, avec Gallet, Dentu, 1889
- La Borgnotte, avec Louis Gallet, Dentu, 1891
- Saltimbanques, avec Gallet, Dentu, 1892
- La Bohême camelotte, Flammarion, 1893

Nouvelles
- La Main du mort, A. Clavel, 1885
- La Main du mort, Le Chanoine de Girone, Les Représailles, Ventura Roncal, Château-Blanc, C. Lévy, 1889

Autres
- Histoire de la prostitution dans l'Antiquité, Paris, 1869
- Histoire de l'insurrection 1871 et des causes qui l'ont amenée : la Commune à Paris, à Lyon, à Marseille, etc. ; biographie des membres de la Commune, Veuve Bunel, 1871
- Histoire des farceurs célèbres, avec Henry de Kock, DL, 1872
- Histoire de la Société des gens de lettres, Librairie mondaine, 1889, préface de Jules Claretie
- Les Légendes de la Perse, E. Bouillon, 1890